# تويوتا إف جيه كروزر
تويوتا إف جيه كروزر (بالإنجليزية: Toyota FJ Cruiser)‏ هي إحدى طرازات الدفع الرباعي الصغيرة التي تنتجها شركة تويوتا للسيارات.
تم تقديمها كطراز اختباري عام 2003 في معرض شيكاغو للسيارات وكسيارة إنتاج في معرض أمريكا الشمالية الدولي للسيارات. بدأت مبيعاتها أوائل عام 2006 كطراز 2007 بتصميم يحمل ذكريات الطراز السابق تويوتا إف جيه 40 من الستينات ويعتمد هيكلها على طراز لاند كروزر برادو.

## مقدمة
تويوتا إف جي كروزر هي سيارة رياضية متعددة الاستخدامات متوسطة الحجم بأسلوب عتيق. تم تقديم كرورز إف جي كسيارة مفهوم في يناير 2003 في معرض أمريكا الشمالية الدولي للسيارات، وتمت الموافقة على إنتاجها بعد استجابة المستهلك الإيجابية وظهرت لأول مرة في معرض أمريكا الشمالية الدولي للسيارات في يناير 2005 في شكل الإنتاج النهائي.
تم بناء كروزر إف جي من قبل شركة هينو موتورز التابعة لشركة تويوتا في هامورا باليابان منذ عام 2006 وتشارك في العديد من الأسس الهيكلية مع تويوتا لاند كروزر برادو.
دخلت كروزر إف جي السوق اليابانية في 4 ديسمبر 2010، وتم الإعلان عنها في 25 نوفمبر من ذلك العام.
في 5 تشرين الثاني (نوفمبر) 2013، أعلنت شركة تويوتا في الولايات المتحدة أن إصدار 2014 من طراز تريل تيمز سيُطلق عليه «الإصدار النهائي» وأن عام الطراز 2014 سيكون الأخير لطراز كروزر إف جي في هذا السوق. استمر عرضها للبيع في أسواق أخرى مثل أستراليا حتى توقف تصديرها إلى تلك السوق في أغسطس 2016. اعتباراً من يناير 2020، لا تزال تُباع في أسواق مثل تشيلي والشرق الأوسط، والفلبين وجنوب أفريقيا.
كما تم طرح «الإصدار الأخير» من كروزر إف جي للبيع في اليابان في 12 سبتمبر 2017. توقفت مبيعات إف جي كروزر هناك في 31 يناير 2018.

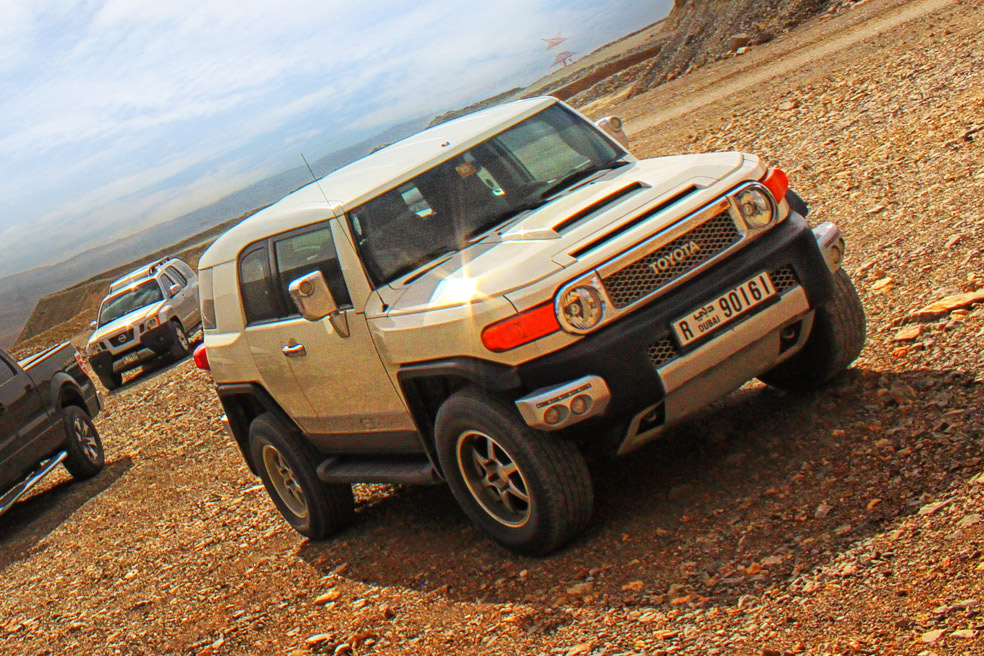
إف جي كروزر - إكستريم (دبي، الإمارات العربية المتحدة)

## التصميم والتطوير
بحلول الوقت الذي انتهى فيه إنتاج إف جي 40 الأصلية في عام 1984، كانت تويوتا قد تحولت نحو زيادة حجم ورفاهية خط لاند كروزر. نشأت فكرة إف جي الجديدة ذات القدرات القوية لسيارة إف جي 40 في منتصف التسعينيات مع مخطط منتجات تويوتا ديف دانزر ونائب رئيس المبيعات والعمليات يوشي إنابا.
عمل دانزر سراً مع أكيو تويودا لإنشاء متجر خاص في مصنع نومي لاختبار جدوى إف جي 40 الجديدة من خلال الجمع بين دعائم تاكوما وأجسام تويوتا بانديرانتس، وهي سيارة مقرها إف جي 40، والتي كانت لا تزال قيد الإنتاج في البرازيل (مثل  نموذج ديزل فقط) في ذلك الوقت؛ تم إيقاف بانديرانتس في عام 2001.عاد تويودا إلى اليابان للانضمام إلى مجلس الإدارة لتقديم دعم عالي المستوى للمشروع. ثم تم إحضار استوديو التصميم الرائد لشركة تويوتا، كالي، لتقديم تفسير جديد لسيارة إف جي 40.
استأجرت كالي مصمم السيارات المخضرم في شركة كرايسلر بيل تشيرغوسكي لقيادة تطوير مركبة للطرق الوعرة تُعرف داخلياً باسم خدمة الشباب الوعرة (RYUالإختصار) بهدف جذب المشترين الذكور الشباب، وهي فئة شعرت تويوتا أنها فقدت الاتصال بها في ذلك الوقت.
تم إنشاء العديد من التصميمات لمفهوم سيارة خدمة الشباب الوعرة بما في ذلك سيارة مفهوم خدمة الشباب الوعرة لعام 2001 قبل أن يتم اختيار تصميم الطراز القديم الذي ابتكره المصمم جين وون كيم البالغ من العمر 24 عاماً كمفهوم خارجي نهائي، مع تصميم شيرغوسكي للداخل.
ظهرت سيارة إف جي كروزر الاختبارية لأول مرة في معرض ديترويت للسيارات 2003 باللون الأزرق الفودو، والذي سيصبح اللون المميز لإنتاج إف جي كروزر. حقق التصميم الجريء نجاحاً فورياً مع صحافة السيارات وعامة الناس على الرغم من التنافس مع مفاهيم أكثر غرابة مثل كاديلاك سيكستين ودودج توماهوك. من خلال إحياء سمات التصميم من إف جي 40 الأيقونية، كان يُنظر إلى كروز إف جي على أنها سيارة هالو جديدة لتويوتا، تماماً مثل سيارة موستانج 2005 ذات الطراز القديم المماثل لفورد.
في صيف عام 2004، بدأت تويوتا تقييمات مكثفة للطرق الوعرة لمنصة إف جي من خلال قيادة البغال التطويرية على العديد من المسارات الأكثر صعوبة في أمريكا الشمالية، بما في ذلك موآب يوتا وغابة أنجيليس الوطنية وصحراء موهافي وروبيكون تريل.  
على الرغم من أن كل سيارة لمرة واحدة يكلف مئات الآلاف من الدولارات، فقد صمم فريق التطوير على تعزيز قدرات النماذج الأولية من أجل تقديم أداء موثوق على الطرق الوعرة في نموذج الإنتاج. جاءت التغييرات في نظام التحكم في الجر وضبط التعليق كنتيجة مباشرة لاختبار النموذج الأولي.
ظل المظهر الخارجي لمفهوم إف جي بدون تغيير إلى حد كبير عندما ظهر نموذج الإنتاج النهائي لأول مرة في 2005 معرض شيكاغو للسيارات. ومع ذلك، اضطر كبير مهندسي الإنتاج أكيو نيشيمورا إلى تغيير كبير في وسائل الراحة المتوفرة في مفهوم شيرغوسكي الداخلي للحفاظ على سعر إنتاج كروز إف جي معقولًا. لمسات داخلية فريدة مثل مقبض ناقل الحركة الذي تضاعف كمقبض مجرفة، وأضواء داخلية قابلة للإزالة تضاعفت كمصابيح يدوية، وأزيلت المقاعد الأمامية القابلة للطي بشكل مسطح، على الرغم من بقاء العديد من العناصر المفاهيمية كخيارات المصنع.

### الخارج
تتميز كروز إف جي بقاعدة عجلات قصيرة وإطار ممتلئ الجسم وترتيب المصباح الأمامي مثل إف جي 40 الأصلي. تتضمن إشارات تصميم الارتداد الأخرى حاجباً رأسياً تقريباً مع ثلاثة ماسحات للزجاج الأمامي لأقصى تغطية لمساحة السطح.
ظهرت كروزر إف جي أيضاً باسم «تويوتا» مكتوباً عبر الشبكة بدلاً من شعار الشركة الذي كان مستخدماً منذ عام 1990، وهو إشارة أخرى إلى إف جي 40 وشاحنات تويوتا قديمة أخرى. يتميز هيكل إف جي بأبواب فتح خلفية تمنح مظهراً فريداً للسيارة الرياضية متعددة الاستخدامات. تم استخدام الفولاذ الخاص عالي القوة لتوفير حماية من الصدمات الجانبية للمركبة دون الحاجة إلى عمود باب.

### الداخلية
يتميز الجزء الداخلي من إف جي بالعديد من عناصر التصميم التي تركز على تعزيز التطبيق العملي على الطرق الوعرة. جميع الأسطح الداخلية مغطاة بمواد مطاطية قابلة للغسل للمساعدة في التنظيف السريع بعد الاستخدام المكثف في الهواء الطلق. تشتمل إف جي أيضاً على عناصر تحكم كبيرة الحجم لمساعدة السائقين الذين يرتدون القفازات. تم نقل مجموعة المقاييس الثلاثة (مع البوصلة ودرجة الحرارة ومقياس الميل) بالإضافة إلى المخرج الخلفي 110 فولت من السيارة النموذجية كروز إف جي كخيارات في طراز الإنتاج النهائي.

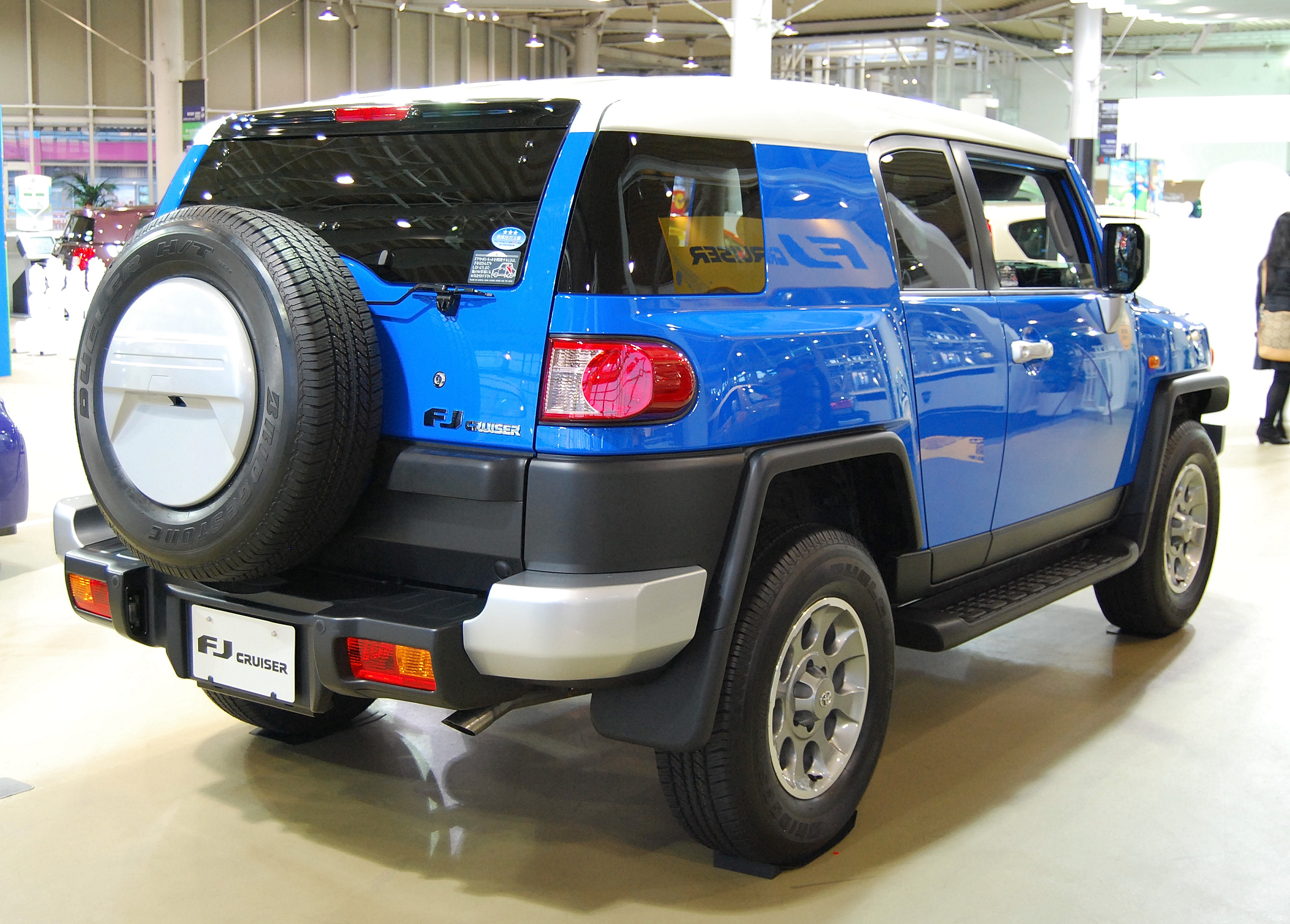
2007-2010 تويوتا إف جي كروزر (إل إتش دي، الولايات المتحدة)

## المواصفات
يبلغ طول إف جي كروزر 183.9 بوصة (4.67 م) وهي سيارة رياضية متعددة الاستخدامات متوسطة الحجم تقدمها تويوتا في أمريكا الشمالية، وتتراوح بين راف4 الأصغر وهايلاندر الأكبر. مصدر تويوتا العديد من المكونات من المركبات الأخرى لإنتاج إف جي كروز بما في ذلك المحركات المشتركة وناقلات الحركة الموجودة في تاكوما وتوندرا و4 رونر بالإضافة إلى مكونات التعليق المستخدمة في برادو وهايلوكس وتاكوما و4 رونر.
تتميز سيارة الدفع الرباعي إف جي كروزر 4x4 بمسافة 9.6 بوصة (24 سم) من الخلوص الأرضي، ومقاربة 34 درجة وزوايا مغادرة 30 درجة، وزاوية كسر تبلغ 27.4 درجة، مع 8 بوصات (20 سم) من الأمام و 9 بوصات (23 سم) من سفر التعليق الخلفي.
تم تصميم إف جي كروزر أيضاً لخوض ما يصل إلى 27.5 بوصة (70 سم) من الماء ولديها قدرة سحب تصل إلى 5000 رطل (2268 كجم) لكل من طرازات 4x4 و4x2. على الطريق، تتسارع إف جي إلى 60 ميل في الساعة (97 كم / ساعة) في 7.8 ثانية ولديها 0.69 جيجا من التماسك الجانبي الذي تم اختباره مع إطارات بريدجستون دويلر.

### الهيكل
من الناحية الهيكلية، تشتمل إف جي كروزر على هيكل على طراز تصميم شاحنة الإطار مشابه، ولكن ليس مطابقاً لمنصة برادو ذات البابين.
تستخدم إف جي كروزر تعليقاً أمامياً عالي الترقوة مزدوجاً وعامود موازنة، وتعليق خلفي رباعي الوصلات مع قضيب جانبي مع نوابض لولبية وعامود موازنة. تشترك سيارات لاند كروزر برادو وتاكوما و4 رانر وهايلوكس من 120 سلسلة في نفس أجزاء التعليق  مثل إف جي كروزر.
تستخدم إف جي كروزر فرامل قرصية مهواة بأربعة مكابس أمامية ومكبسين خلفي مع نظام مكابح مانعة للانغلاق (أي بي أس) وتوزيع إلكتروني لقوة الفرامل (آي بي دي) ومساعدة الفرامل (بي أي) ومجهزة أيضاً بالتحكم في ثبات السيارة (في أس سي) ونظام التحكم في الجر المتخصص المعروف باسم أي-ترك.
يطبق نظام أي-ترك الكبح للتحكم في العجلات التي فقدت قوة الجر، مما يحاكي أداء ترس تفاضل بدون «الربط» الذي يمكن أن يجعل التوجيه صعباً في إعدادات تفاضل القفل العادية.
أجرت تويوتا مراجعات على مآزر المصد الداخلي لخليج المحرك بسبب بعض مشكلات الانتفاخ والتصدع في طرازات 2007 وبعض طرازات أوائل 2008. تُعزى الانتفاخات والشقوق الموجودة في الرفارف الداخلية إلى عيب في تصميم تويوتا من خلال أرقام تعريف معينة للمركبة.عالجت تويوتا المشكلة وغيرت التصميم.

### مجموعة نقل الحركة
يستخدم إف جي كروزر محرك 1GR-FE V6دوهك سعة 4.0 لتر.
بالنسبة لسنوات الطراز من 2007 إلى 2009، جاء المحرك مع توقيت صمام متغير واحد (الإختصارVVT-i) ينتج 239 حصاناً (178 كيلوواط) عند 5200 دورة في الدقيقة، وعزم دوران يبلغ 278 رطل قدم (377 نيوتن متر) عند 3700 دورة في الدقيقة.91 وقود أوكتان.
بالنسبة لعام 2010، اكتسب محرك إف جي كروزر التقنية المزدوجة VVT-i التي تضبط التوقيت على أعمدة كامات السحب والعادم مما ينتج عنه 259 حصان (193 كيلوواط) عند 5600 دورة في الدقيقة، و270 رطل قدم (366 نيوتن متر) على 91  أوكتان، بالإضافة إلى تحسن طفيف في الاقتصاد في استهلاك الوقود على وقود الأوكتان 91.
بالنسبة لطراز عام 2011، ارتفعت هذه الأرقام إلى 260 حصان (194 كيلوواط) عند 5600 دورة في الدقيقة، و271 رطل قدم (367 نيوتن متر). يعمل كلا الإصدارين من محرك 1GR-FE بشكل طبيعي على وقود 87 أوكتان، على الرغم من أنهما ينتجان طاقة أقل، لذا توصي تويوتا بوقود ممتاز للمواقف الصعبة مثل  القطر، والقيادة على الطرق الوعرة، والقيادة على ارتفاعات عالية.
طرازات الدفع الرباعي المجهزة بناقل الحركة اليدوي RA61F لها نظام دفع رباعي بدوام كامل؛ إنه يستخدم ترس تفاضلي تيرسون مركزياً، مع ميزة قفل ويوزع قوة المحرك 40:60 في معظم ظروف القيادة. تنوع وحدة تيرسون توزيع الطاقة حسب الحاجة، بناءً على زاوية التوجيه وانزلاق العجلة. في وضع «القفل»، يتحول التفاضل إلى توزيع طاقة بنسبة 50:50.
كانت موديلات الدفع الخلفي متوفرة في بعض الأسواق، فقط مع ناقل حركة أوتوماتيكي، وتأتي بشكل قياسي مع ترس تفاضلي خلفي محدود الانزلاق.
- ناقل حركة أوتوماتيكي A750E بخمس سرعات على طرازات الدفع الخلفي
- ناقل حركة أوتوماتيكي A750F بخمس سرعات مع علبة نقل VF2A على موديلات 4x4 بدوام جزئي
- ناقل حركة يدوي RA61F سداسي السرعات مع علبة نقل VF4B على موديلات 4x4 بدوام كامل

### الأمان
أصبحت الوسائد الهوائية الستائرية الجانبية للصفوف والأكياس الهوائية الجانبية الاختيارية في طرازات 2007 قياسية في طرازات 2008. منح معهد التأمين للسلامة على الطرق السريعة (الإختصارIIHS) سيارة إف جي كروزر جائزة أفضل اختيار للسلامة.
حصلت إف جي كروزر على تصنيف عام «جيد» في كل من اختبارات الصدمات الأمامية والجانبية وحصلت أيضًا على تصنيف «جيد» في جميع الفئات الـ 14 التي تم قياسها.
تقييمات اختبار التصادم الإدارة الوطنية لسلامة المرور على الطرق السريعة (2008) و2014:
| السائق الأمامي:        | 5 من 5 نجزم       |
| الراكب الأمامي:        | 4 من 5 نجوم       |
| سائق جانبي:            | 5 من 5 نجوم       |
| الراكب الخلفي الجانبي: | 5 من 5 نجوم       |
| التمديد:               | 3 من 5 نجوم 26.7٪ |

تقييمات اختبار معهد التأمين للسلامة على الطرق السريعة 2014:

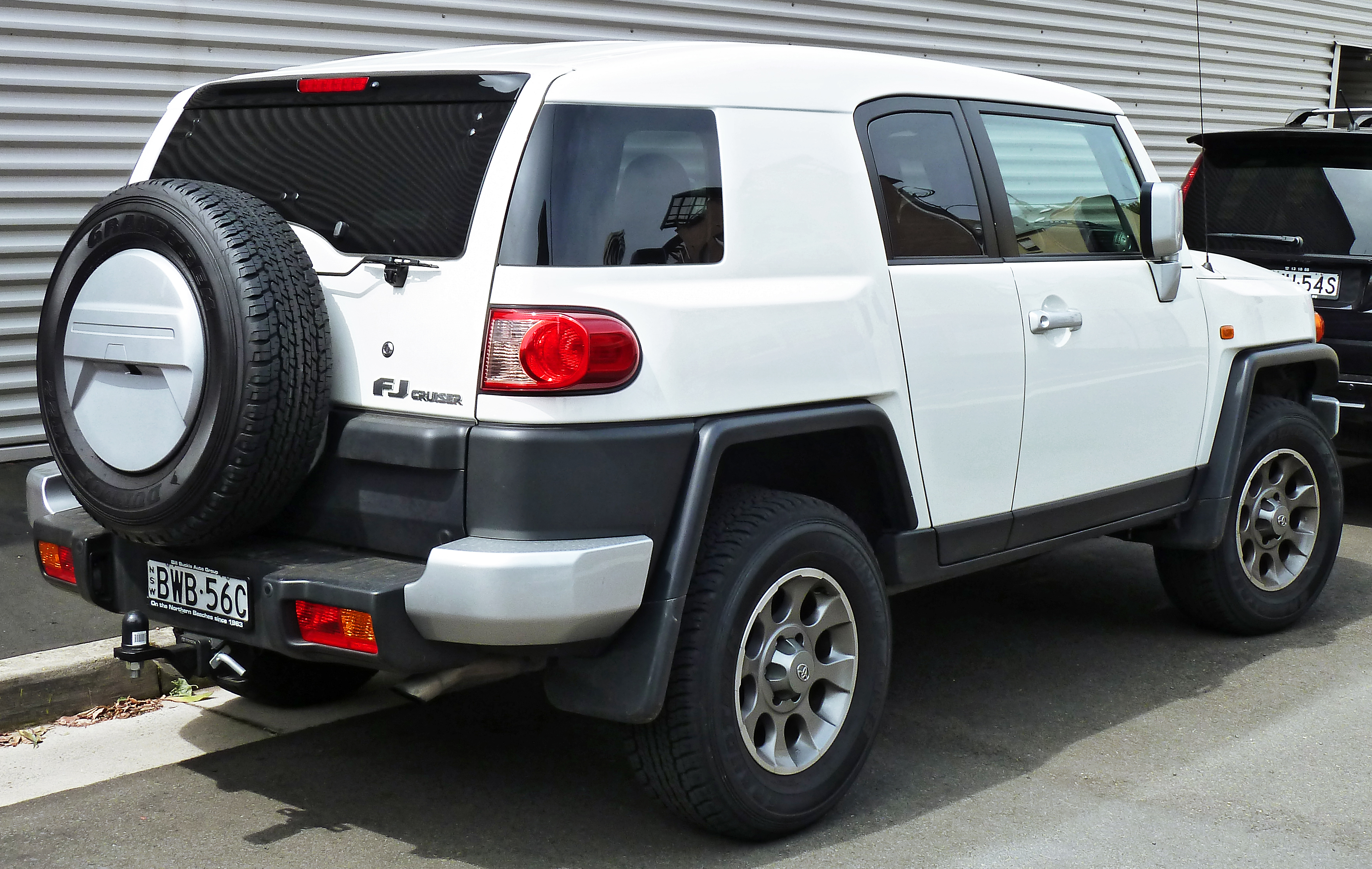
2011 اف جي كروزر متغير محرك الأيمن مع لوحة ترخيص موجودة على المصد الخلفي (أستراليا)

| فئة                                                | تقييم    |
| -------------------------------------------------- | -------- |
| متوسط التداخل الجبهي                               | حسن      |
| إزاحة أمامية صغيرة متداخلة (2009 إلى الوقت الحاضر) | لم تختبر |
| تأثير جانبي                                        | حسن      |
| قوة السقف                                          | جيد 2    |

2 نسبة القوة إلى الوزن: 3.47

## الأسواق
تم تطوير إف جي كروزر بشكل أساسي لسوق أمريكا الشمالية ولكن تم بيعه بأعداد صغيرة على مستوى العالم منذ إطلاقه. في 25 نوفمبر 2010، أعلنت تويوتا أن المبيعات ستبدأ في شكل محرك يمين للسوق اليابانية. بدأت المبيعات في 4 ديسمبر، لتحل محل هايلوكس سورف المنتهية ولايته والبيع جنباً إلى جنب مع لاند كروزر.
تمتلك موديلات القيادة اليمنى المصنعة في اليابان مصداً خلفياً مختلفاً عن موديلات أمريكا الشمالية مع وجود لوحة الترخيص على المصد بدلاً من أسفل مقبض الباب الخلفي. بالإضافة إلى ذلك، تحتوي إصدارات محرك الأقراص على اليمين على علامات المؤشر الجانبية الموجودة على ألواح الرفارف، بدلاً من وضعها على مرايا الرؤية الجانبية المستخدمة لإنتاج سيارات إف جي كروزر ذات المقود الأيسر. بدأت مبيعات طراز المقود الأيمن في أستراليا ونيوزيلندا في عام 2011 وهي متوفرة فقط بالدفع الرباعي مع ناقل حركة أوتوماتيكي ومحرك بنزين.

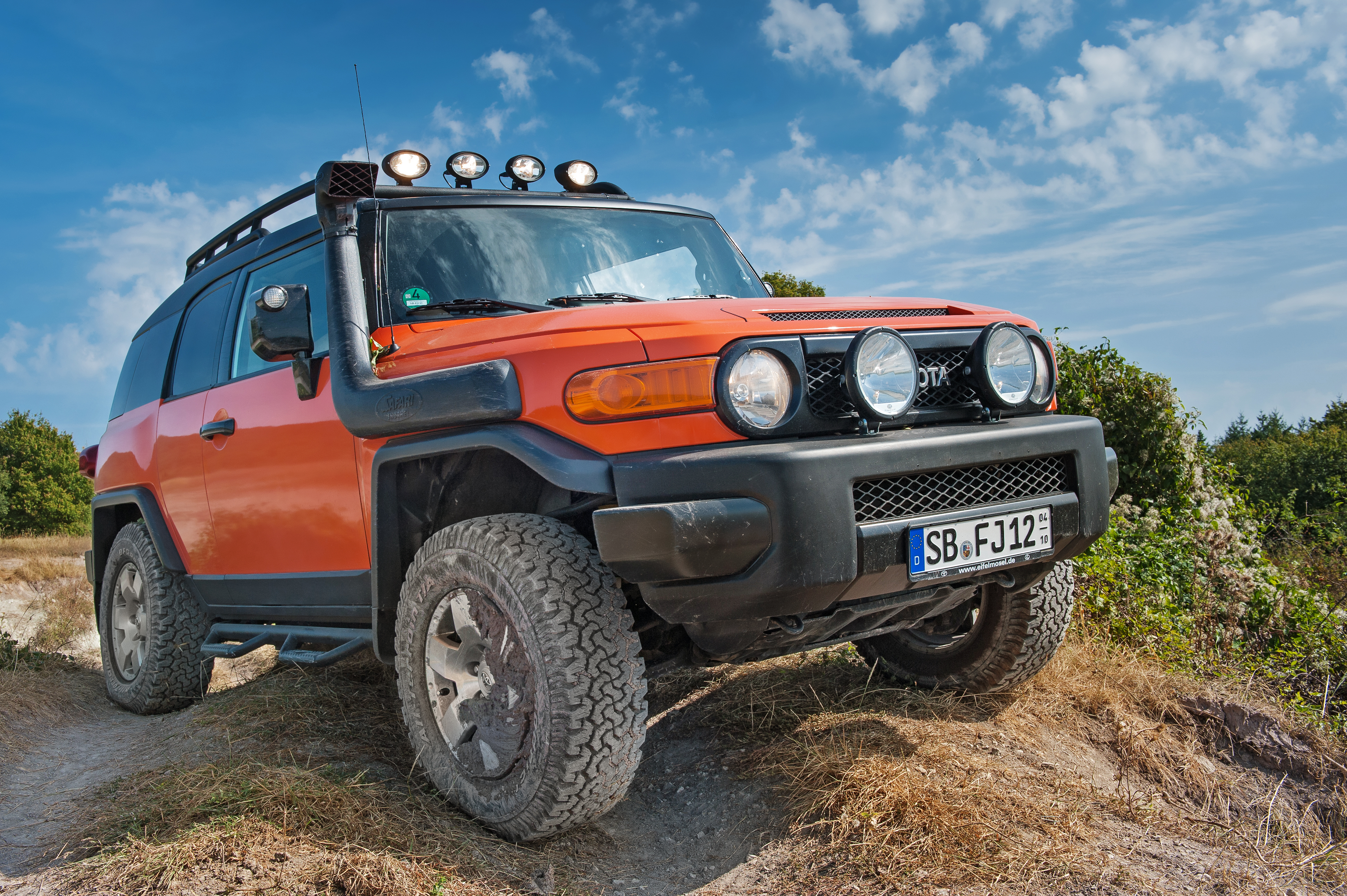
اف جي كروزر 2007 مع غطس سحب هواء مرتفع

## المتغيرات

### إصدار خاص تي آر دي
بالنسبة لأمريكا الشمالية، في عام 2007، أنتجت شركة تطوير سباقات تويوتا (الإختصار تي آر دي) 3200 وحدة كإنتاج محدود إصدار خاص لطرادات إف جي.
تم إصدار هذا النموذج مع طلاء الجسم باللون الأسود الماسي اللؤلؤي، وبسقف أسود مطابق لتمييز نفسه عن نظرائه القياسية ذات السقف الأبيض. تضمن طراز الإصدار الخاص نظام عادم تي آر دي، وصدمات تي آر دي بيلشتاين المضبوطة للطرق الوعرة، وقضبان صخرية، وعجلات تي آر دي مقاس 16 بوصة مصنوعة من المعدن المعدني باللون الرمادي مع إطارات جودريتش لجميع التضاريس، وشارات تي آر دي.
تضمن الإصدار الخاص من تي آر دي أيضاً تغييرات ميكانيكية لمزامنة ترس القفل مع التحكم النشط في الجر (مما أدى إلى عدم تجاوز الترس التفاضلي الخلفي قوة الجر النشط).
في وقت مبكر من الإنتاج لعام 2006، واجهت إف جي كروزر مشكلة تسببت في تجاوز الترس التفاضلي الخلفي التحكم في الجر النشط، باستثناء إصدارات تي آر دي الخاصة. ومع ذلك، بحلول نوفمبر 2006، غيرت تويوتا الإنتاج لدمج تزامن القفل التفاضلي مع التحكم الفعال في الجر على جميع سيارات إف جي كروزر.
في عام 2009، بعد إطلاق تويوتا لطراز تريل تيمز إصدار خاص إف جي كروزر لعام 2008، أنشأت  تويوتا حزمة تي آر دي.
كانت هذه الحزمة متاحة في إف جي كروزر مع نظام الألوان الخارجية أحادية اللون الأبيض الجليدي، على غرار الإصدارات الخاصة لعام 2008 من تريل تيمز، باستثناء إضافة قطع سوداء اللون. على الرغم من أن هذه الحزمة كانت تُعرف باسم «حزمة تي آر دي»، إلا أنها لم تتضمن نفس الميزات أو العديد منها مثل الإصدار الخاص من تي آر دي. 
عض الميزات مع هذه الحزمة كانت عجلات تي آر دي المصنوعة من السبائك باللون الفضي مع إطارات جودريتش لجميع التضاريس، بالإضافة إلى شعارات ورسومات تي آر دي على السطح الخارجي. أيضاً، تم تقديم حزمة تي آر دي فقط على الوحدات ذات الدفع الثنائي لعامي 2008 و2009.
منذ عام 2011، قدمت تويوتا حزمة تي آر دي على الجليد الأبيض إف جي كروزر لكنها فتحت توفر الحزمة لكل من طرازي الدفع الرباعي.
في عام 2009، تم إنتاج 2400 وحدة مع حزمة تي آر دي.

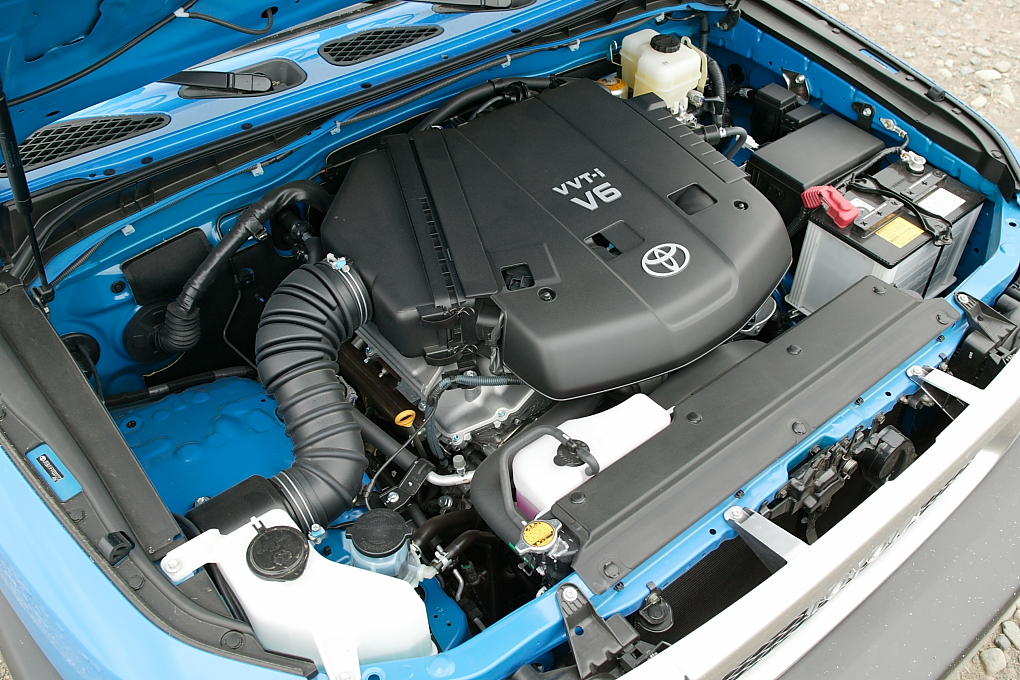
محرك " 1GR-FE " 4.0 لتر V6 في إف جي كروزر

### إصدار خاص من تريل تيمز
بدءاً من عام 2008، قامت تويوتا بتصنيع 3200 وحدة من سيارات إف جي كروزر المجهزة خصيصاً والمُصنَّفة باسم تريل تيمز إصدار خاص إف جي كروزر، والتي تضمنت العديد من خيارات تي آر دي نفسها المدرجة في الإصدار الخاص من تي آر دي، بما في ذلك نفس العجلات المعدنية مقاس 16 بوصة (ولكن في  باللون الأسود على عكس اللون الرمادي المعدني لنموذج تي آر دي).
تم تجهيز إصدار تريل تيمز إصدار خاص إف جي كروزر أيضاً بإطارات جودريتش، بالإضافة إلى صدمات تريل فرق بيلشتاين تي آر دي، وخيارات أخرى مماثلة موجودة في طراز تي آر دي.
عدد تريل تريل تيمز إصدار خاص إف جي كروزر التي يتم إنتاجها سنوياً على النحو التالي: 3200 وحدة لعام 2008 (كما هو مذكور أعلاه)  1500 لعام 2010؛ 2500 في عام 2011؛ 2500 في عام 2012؛ 2500 في عام 2013؛ و2500 في عام 2014.
لم يتم إنتاج طرازات تريل تيمز في عام 2009. ومع ذلك، أصدرت تويوتا حزمة تي آر دي لهذا العام النموذجي وتم استخدامه على نفس طرادات إف جي المطلية باللون الأبيض جبل جليد والتي تم استخدامها في الإصدار الخاص لعام 2008 من تريل تيمز، (لـ مزيد من المعلومات، راجع قسم الإصدار الخاص تي آر دي.)
على مر السنين، تم إجراء تغييرات تدريجية صغيرة على تريل تيمز إصدار خاص إف جي كروزر، مثل تغيير عجلات تي آر دي المصنوعة من السبائك إلى عجلات تي آر دي بأسلوب حبة القفل في السنوات اللاحقة، وتوافر ميزة التحكم في كراول من تويوتا كجزء من حزمة تريل تيمز (ناقل حركة أوتوماتيكي 2013 و2014 فقط). تم استخدام التحكم في كارول سابقاً في سيارات الدفع الرباعي الأخرى من تويوتا وليكسوز لتعزيز القدرات على الطرق الوعرة.
 في كل عام، يتم رسم الإصدار الخاص من تريل تيمز بلون واحد مميز وهو البديل الوحيد من إف جي (إلى جانب وحدات الإصدار الخاص من تي آر دي) الذي يتم تقديمه في نظام ألوان أحادي اللون، بدلاً من طراز إف جي كروزر التقليدي ذو اللونين مع السقف القياسي المطلي باللون الأبيض (باستثناء طرازات إف جي كروزر ذات الإنتاج القياسي بهيكل جبل «الجليد الأبيض»).
تعد إصدارات تريل تيمز هي أيضاً طرازات إف جي الوحيدة التي تحتوي على قطع زينة للجسم سوداء اللون من المصنع بما في ذلك المرايا ومقابض الأبواب وأغطية المصد وما إلى ذلك. تنتقل أيضاً تفاصيل التصميم الخاصة إلى المقصورة الداخلية مثل إدراج النسيج المطابق للألوان على المقاعد  لسنوات محددة وشارات تريل تيمز الخاصة.

#### 2014 الإصدار النهائي من تريل تيمز
أعلنت تويوتا أن عام 2014 سيكون عام الإنتاج النهائي لسيارة إف جي كروزر للسوق الأمريكية، وبالتالي لإضافة التفرد إلى الإصدار النهائي من تريل تيمز إصدار خاص إف جي كروزر، عينت تويوتا الإصدار النهائي ليكون تريل تيمز الإصدار النهائي الذي  يتميز ببعض الترقيات الخاصة.
 يأتي طراز تريل تيمز الإصدار النهائي إف جي كروزر 2014 بلون أزرق هيريتيج (يشبه لون طلاء مصنع إف جي 40 لاند كروزر الأصلي) وللمرة الأولى يتميز بإطار شبكي أبيض يكرّم مرة أخرى سيارة إف جي 40 لاند كروزر الأيقونية.
يظل الجزء المتبقي من السيارة باللون الأسود، على غرار الإصدارات السابقة من تريل تيمز الإصدار الخاص تريل في حين أن جميع طرازات تريل تيمز إف جي كروزر تتميز بنظام تعليق للطرق الوعرة تي آر دي مستوحى  من السباق صممه بيلشتاين، يتميز الإصدار النهائي بتعليق الخزان الخلفي الجديد عن بُعد. يرفع التعليق أيضاً السيارة أطول قليلاً من المخزون لتحقيق وضع مستوٍ.
تم تجهيز الإصدار المحدود أيضاً بلوحة انزلاقية من الألومنيوم تي آر دي بسماكة 1/4 بوصة، مصممة للمساعدة في زاوية الاقتراب لمقدمة السيارة وتوفير حماية أفضل أثناء القيادة على الطرق الوعرة. تشمل الاختلافات الداخلية الكبيرة التي تنفرد بها نسخة تريل تيمز الإصدار النهائي لعام 2014 ما يلي:  يتم إدراج اللوحة الداخلية باللون الأسود بدلاً من اللون المطابق للون الخارجي للسيارة، وإطار الراديو فضي، ولوحة لوحة العدادات الإصدار النهائي الخاصة على لوحة القيادة على جانب الراكب تشير إلى أن الإصدار الخاص هو «واحد فقط» 2500. بالإضافة إلى ذلك، فإن حشوات نسيج المقاعد متطابقة الألوان لتنسيق مع التصميم الداخلي  الفضي / الأسود الفريد من إصدار الإصدار النهائي، بدلاً من اللون الخارجي كما في السنوات السابقة.
أنظمة ألوان تريل تيمز الإصدار الخاص التي تم إصدارها كل عام هي كما يلي:
| سنة الصنع | اللون       |
| --------- | ----------- |
| 2008      | جبل الجليد  |
| 2009      | لا شيء      |
| 2010      | عاصفة رملية |
| 2011      | أخضر داكن   |
| 2012      | أحمر مشع    |
| 2013      | أسمنت رمادي |
| 2014      | هيريتيج بلو |

### إصدار إف جي المجنزر
تم تقديم إف جي المجنزر لأول مرة في عام 2007 (لعام 2008) وهو نتيجة للتعاون بين خدمات الموزعين الدولية (DSIالإختصار) المعروف ببناء حزم مخصصة عالية الجودة لتجار السيارات الجدد، وARB الذين لديهم تاريخ طويل في البناء منتجات وعرة للطرق الوعرة للسوق الأسترالية.
بالنسبة لوكلاء سيارات تويوتا الجدد المشاركين، يمكن طلب إف جي المجنزر بشكل خاص للعملاء الذين كانوا يبحثون عن سيارة أكثر قوة وجاهزة للطرق الوعرة مما يوفره خيار المصنع القياسي للطرق الوعرة.
تضمنت حزمة إف جي المجنزر مصد المصد الأمامي، ورفع تعليق أولد مان إيمو 3 بوصات لدعم الوزن الإضافي لمصد لأي آر بي والسماح بعجلات برو كومب مقاس 17 بوصة مع 33 أو 35 بوصة خارج-  إطارات السير.  
تم تخصيص إف جي المجنزر بعدة طرق مع العديد من الملحقات الاختيارية لتحقيق رضا العملاء. على سبيل المثال، يمكن طلب إف جي المجنزر بأي لون مصنع لعام الطراز الحالي. يمكن للعميل الاختيار من بين 3 خيارات مختلفة للعجلات، و3 خيارات مختلفة للإطارات، ويمكنه أيضاً اختيار الينابيع والصدمات الدقيقة المستخدمة في نظام التعليق أولد مان إيمو لتحقيق جودة الركوب / الأداء المطلوبة.
كان هناك أيضاً خيار إضافة ملحقات مثل ونش وارن وأضواء قيادة IFP التي سيتم تثبيتها على مصد أي آر بي ومجموعة مصابيح الضباب لمصد أي آر بي ورف سقف أي آر بي لتخزين المعدات وعناصر أخرى. تضمنت الخيارات الأخرى نظام العادم الخلفي، ومدخل عالي التدفق، بالإضافة إلى عتبات جانبية. أيضاً، نظراً للاختلافات في أحجام إطارات ما بعد البيع، تم توفير معايرة عداد السرعة لضمان تسجيل سرعة السيارة والمسافة المقطوعة بشكل صحيح.
تم إجراء تغييرات طفيفة على مر السنين على خيارات إف جي المجنزر، وفي السنوات الأخيرة تقدم دي أس آي منتجات جديدة لـ إف جي المجنزر بالإضافة إلى حزمة الأداء الخاصة بها بما في ذلك مجموعات الرفع برو كومب 5 "وإطارات برو كومب للطرق الوعرة مقاس 35 بوصة، عجلات إل آر جي أو برو كومب، وقطع غيار سميتي بيلت الأصلية، وغيرها من الملحقات المخصصة التي يختارها المشتري أو التاجر الذي يطلب السيارة.

### مفهوم إف جي أس كروزر الاختباري
إن مفهوم إف جي أس كروزر الاختباري، الذي ظهر لأول مرة في معرض سيما 2012 في لاس فيجاس، نيفادا، هو من ابتكار تويوتا وتطوير سباقات تويوتا (TRDالإختصار) في محاولة لإنشاء نمط جديد من إف جي كروزر يظل من مظهره مشابهاً إلى حد ما، ولكنها مصممة لتكون أكثر استعداداً للقيادة على الطرق الوعرة من نظيراتها القياسية في إف جي كروزر.  
تدمج مفهوم إف جي كروزر في الواقع مكونات تعليق من باجا سلسلة تاكوما ولديها هيكل مطور وهيكل هيكل مع إضافة «هيكل خارجي» لتحسين براعتها على الطرق الوعرة. وفقاً لتويوتا، فإن الصلابة والقوة الإضافية التي يوفرها الهيكل الخارجي تخلق منصة أكثر ملاءمة لتعديلات التعليق وترقيات العجلات المضافة، والتي تشمل صدمات سباق بيلشتاين 60 ملم في الأمام وصدمات سباق بيلشتاين 50 ملم مع الخزانات البعيدة في الخلف  التي تنتج حوالي 1.3 بوصة من الرفع فوق المخزون. أيضاً، تتميز إف جي أس بجميع عجلات تي آر دي الجديدة مقاس 17 بوصة باللون الأسود منتصف الليل إلى جانب إطارات جودريتش.
كما أضافت تي آر دي شاحنها الفائق الجديد مع نظام فورتكس المزدوج ومبرد داخلي كبير من الهواء إلى الماء، والذي يرفع قوة المحرك إلى 345 حصاناً و345 رطلًا / قدماً من عزم الدوران، وهو ما يمثل زيادة بنسبة 30٪ و25٪ عن طراز إف جي كروزر القياسي.
تم استلام الجزء الخارجي من مفهوم إف جي أس كروزر تغييرات / ترقيات أخرى بما في ذلك عامود دفع أمامي وقضبان الصخور المستخدمة في متغيرات إف جي كروزر الأخرى. اللون الذي اختارته تويوتا لهذا الطراز هو لون الرمال المتحركة، ولكن على عكس متغيرات إف جي الأخرى، فقد احتفظوا بالسقف الأبيض بدلاً من القيام بحركة  نظام الألوان نوكروماتيك.  
ظهر الجزء الداخلي من إف جي أس لأول مرة بمقاعد جلدية ثنائية اللون جديدة بالكامل مع شعارات إف جي أس على ظهور المقاعد جنباً إلى جنب مع الحصائر الأرضية المخصصة.
لم يتم الإفراج عن الكثير من المعلومات فيما يتعلق بتغييرات الهيكل والهيكل، ولم تعلن تويوتا عما تخطط للقيام به مع مفهوم إف جي أس كروزر في المستقبل. لذا، ما إذا كانت ستدخل حيز الإنتاج أم لا في عام لاحق أو إذا ظلت سيارة مفهوم غير مؤكد. ومع ذلك، تظهر الإصدارات الجديدة من تويوتا أن صدمات تي آر دي بيلشتاين مع الخزانات البعيدة ومجموعة التعليق الزنبركي الأمامي المضبوطة تي آر دي التي ظهرت لأول مرة في مفهوم إف جي أس كروزر هي نفسها التي استخدموها في تريل تيمز إصدار محدود إف جي كروزر لعام 2014. تويوتا أيضاً وضع نفس عجلات تي آر دي ميدنايت بلاك المصممة حديثاً والمستخدمة في إف جي أس على تي آر دي برو سلسلة 4 رونر الجديدة.

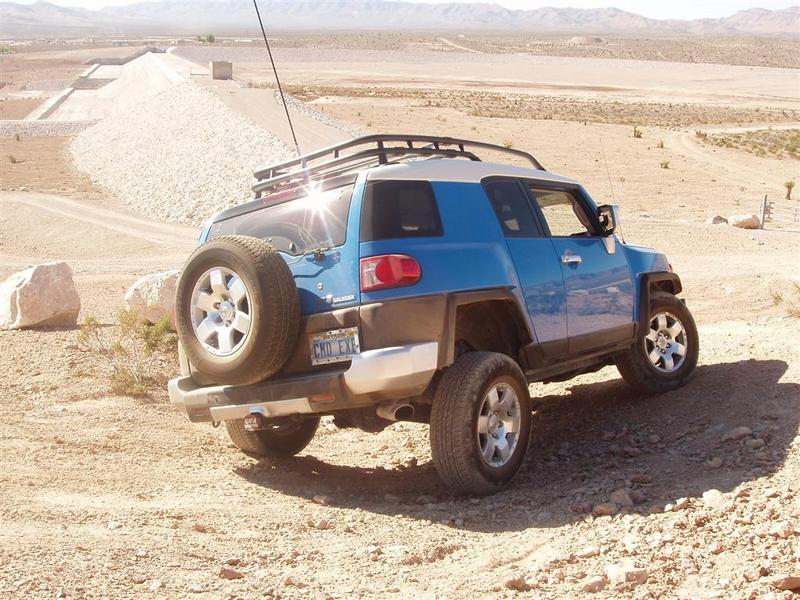
إف جي كروزر مع تعليق مفصلي أثناء القيادة على الطرق الوعرة (الولايات المتحدة)

## الاستقبال
ظهرت إف جي لأول مرة في كل من النقد والإشادة من الصحافة. أعرب النقاد عن تقديرهم لحملة تويوتا لجلب مثل هذه السيارة ذات التصميم القوي والغرض إلى السوق في وقت كانت فيه الشركة تركز على تصاميم أكثر تحفظاً. تم الإشادة بـ إف جي عالمياً لأدائها على الطرق الوعرة مع تقدير العديد من المراجعين أيضاً لأدائها على الطرق، وتصميمها الداخلي العملي، والتصميم الذي أشاد بسيارة إف جي 40 الأصلية. احتضن مجتمع الطرق الوعرة على نطاق واسع الإضافة الجديدة لمركبة أخرى للطرق الوعرة من تويوتا وتم إنشاء العديد من المجموعات والمنتديات المختلفة خصيصاً مع إف جي كروزر في مركزهم.
اعترض بعض المراجعين على مقدار لفة الجسم وأداء المقبض الجانبي المنخفض على الرغم من الإشارة إلى أن التعليق مصمم ليكون ناعماً مع السفر الطويل للاستخدام على الطرق الوعرة.
تم انتقاد إف جي كروزر أيضاً بسبب تصميمها الذي خلق نقاط عمياء كبيرة، أصغر من سعة الحمولة المتوسطة، ومقاعد خلفية ضيقة يصعب الوصول إليها. حاولت تويوتا تحسين مشاكل النقاط العمياء من خلال تقديم كاميرا خلفية خلفية تبدأ من طراز 2009 وغيرت آليات المفصلات في المقاعد الأمامية مما يتيح للركاب الدخول والخروج بسهولة من الخلف بدءاً من طراز 2011.

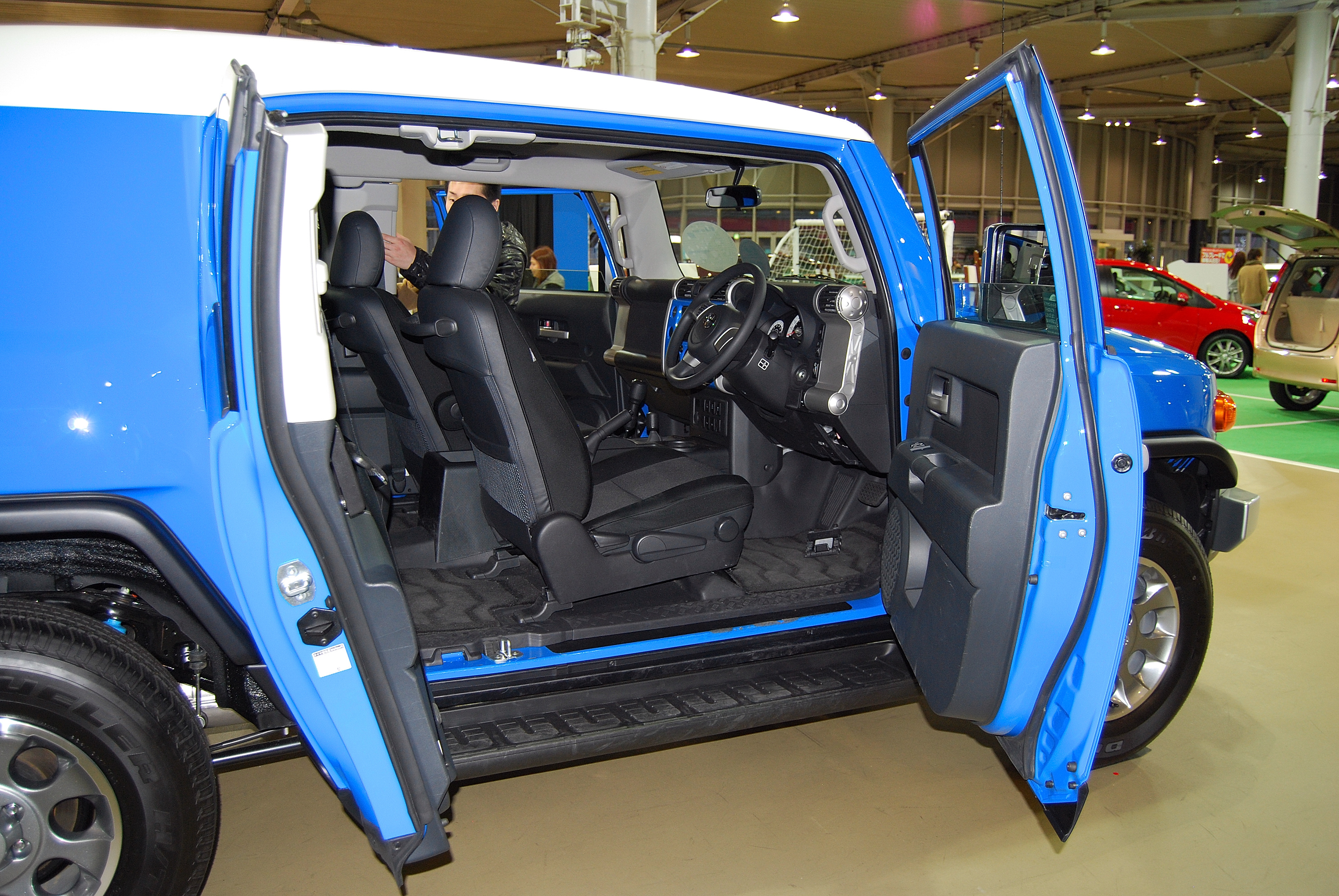
إف جي كروزر مع فتح أبواب الجوانب

## المبيعات
كانت مبيعات إف جي كروز قوية في السنوات الأولى من الوفرة الأولية المحيطة بالتصميم والأداء الرجعي الفريد الذي قدمته إف جي. ومع ذلك، انخفضت المبيعات انخفاضاً حاداً من 56225 وحدة تم بيعها في أمريكا الشمالية في عام 2006 إلى أقل من 12000 وحدة بحلول عام 2009.
ألقى النقاد باللوم في انخفاض المبيعات على: (1) زيادة المنافسة في قطاع سيارات الدفع الرباعي متوسطة الحجم؛(2) ضعف الاقتصاد في الوقود وسط ارتفاع أسعار البنزين؛(3) الاهتمامات البيئية؛(4) منافسة شديدة من جيب رانجلر.  كانت تويوتا تأمل في تصحيح هذه المخاوف من خلال محرك محدث مُحسَّن ليعمل بشكل منتظم خالي من الرصاص بدلاً من القسط مع زيادة طفيفة في الاقتصاد في استهلاك الوقود لعام 2010.
| تقويم سنوي | مبيعات عامة | كندا  |
| ---------- | ----------- | ----- |
| 2006       | 56225       | 4919  |
| 2007       | 55170       | 4,901 |
| 2008       | 28688       | 2630  |
| 2009       | 11,941      | 899   |
| 2010       | 14959       | 797   |
| 2011       | 13,541      | 639   |
| 2012       | 13656       | 726   |
| 2013       | 13131       | 656   |
| 2014       | 14,718      | 618   |

## المعرض

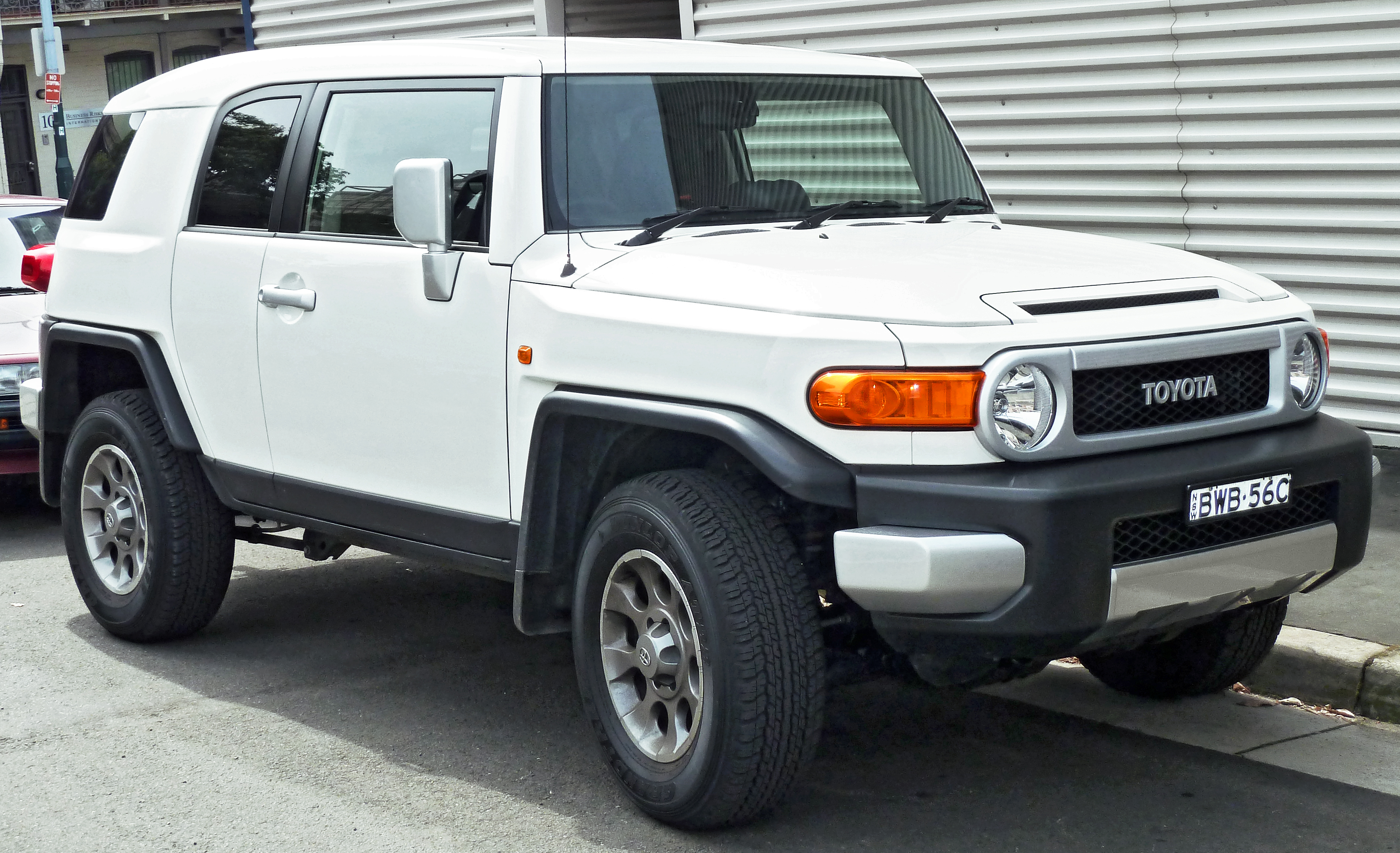
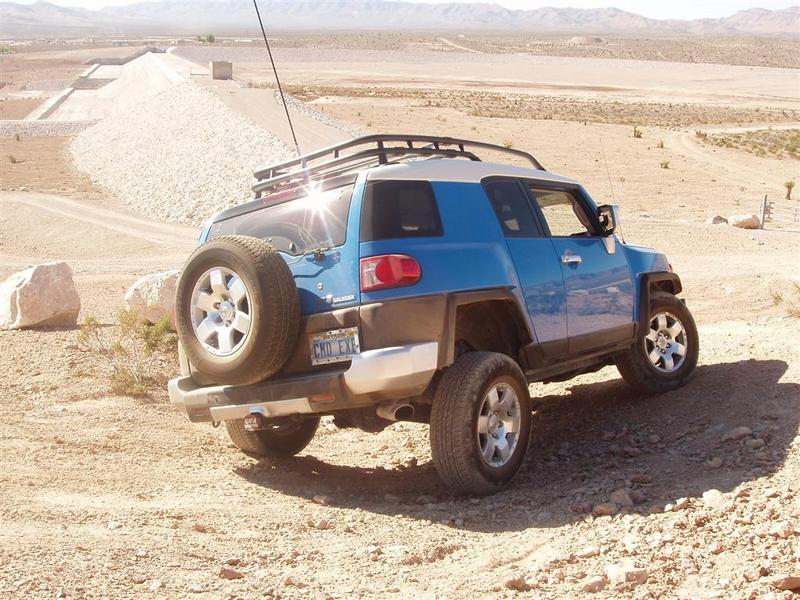
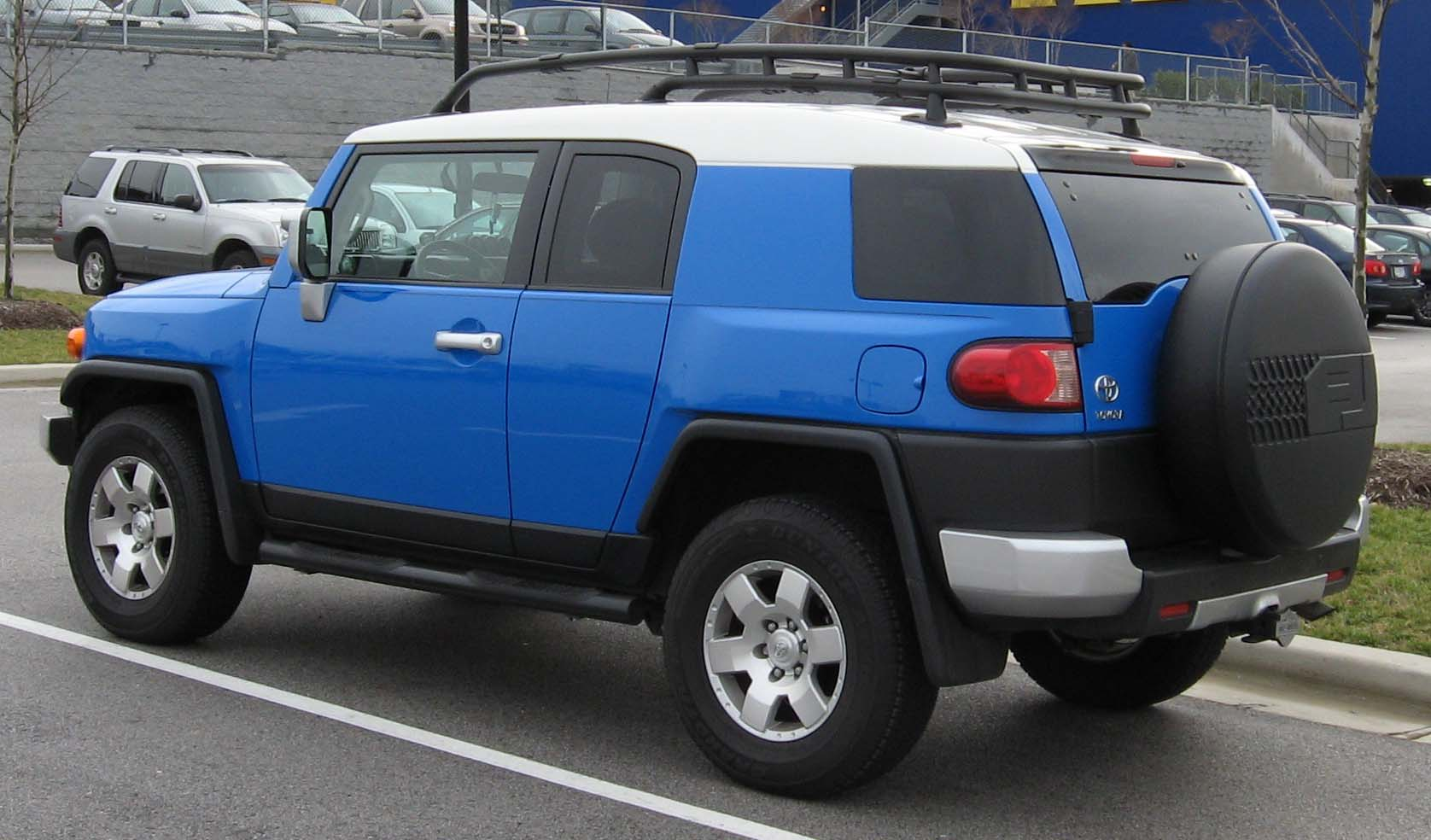
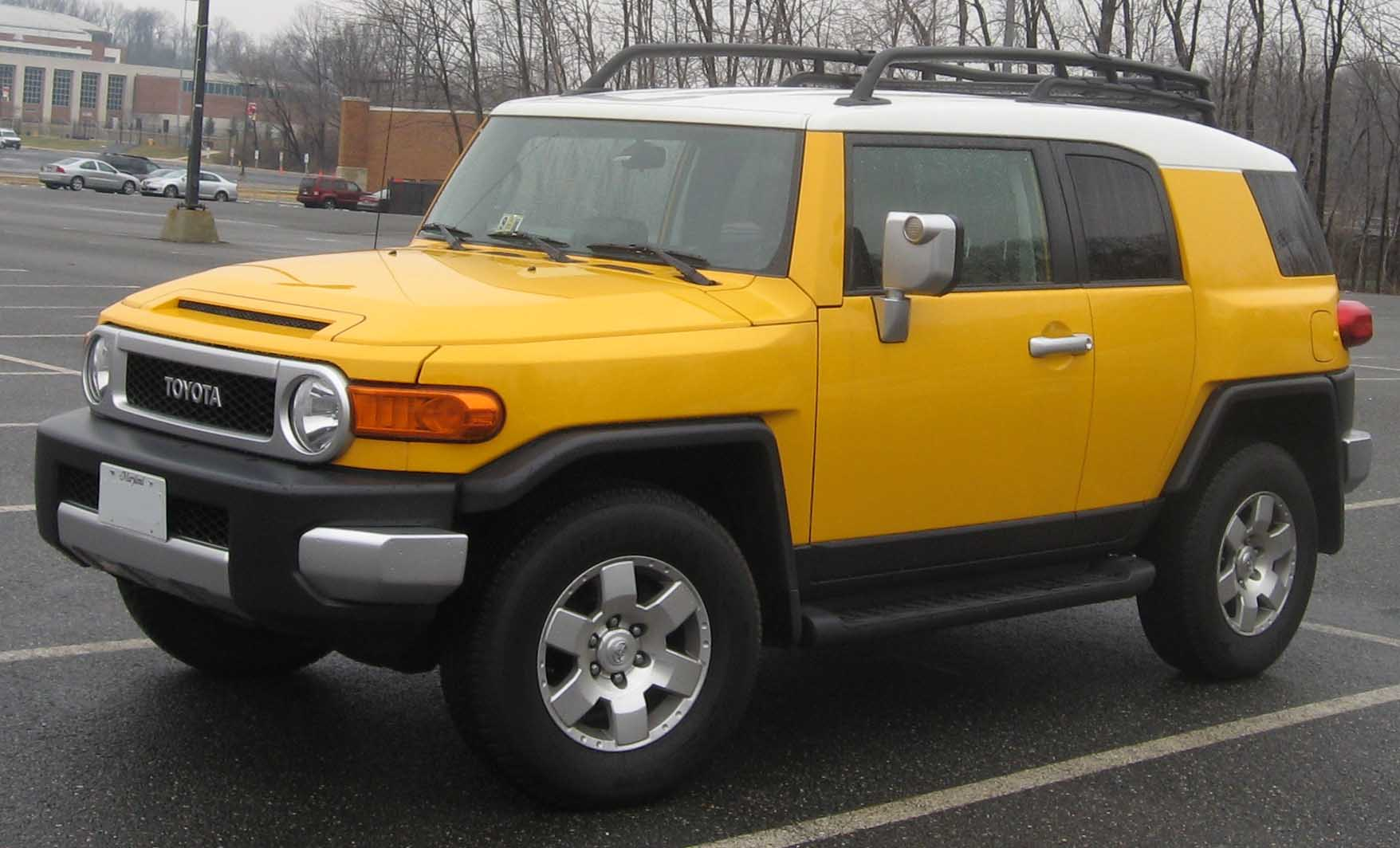
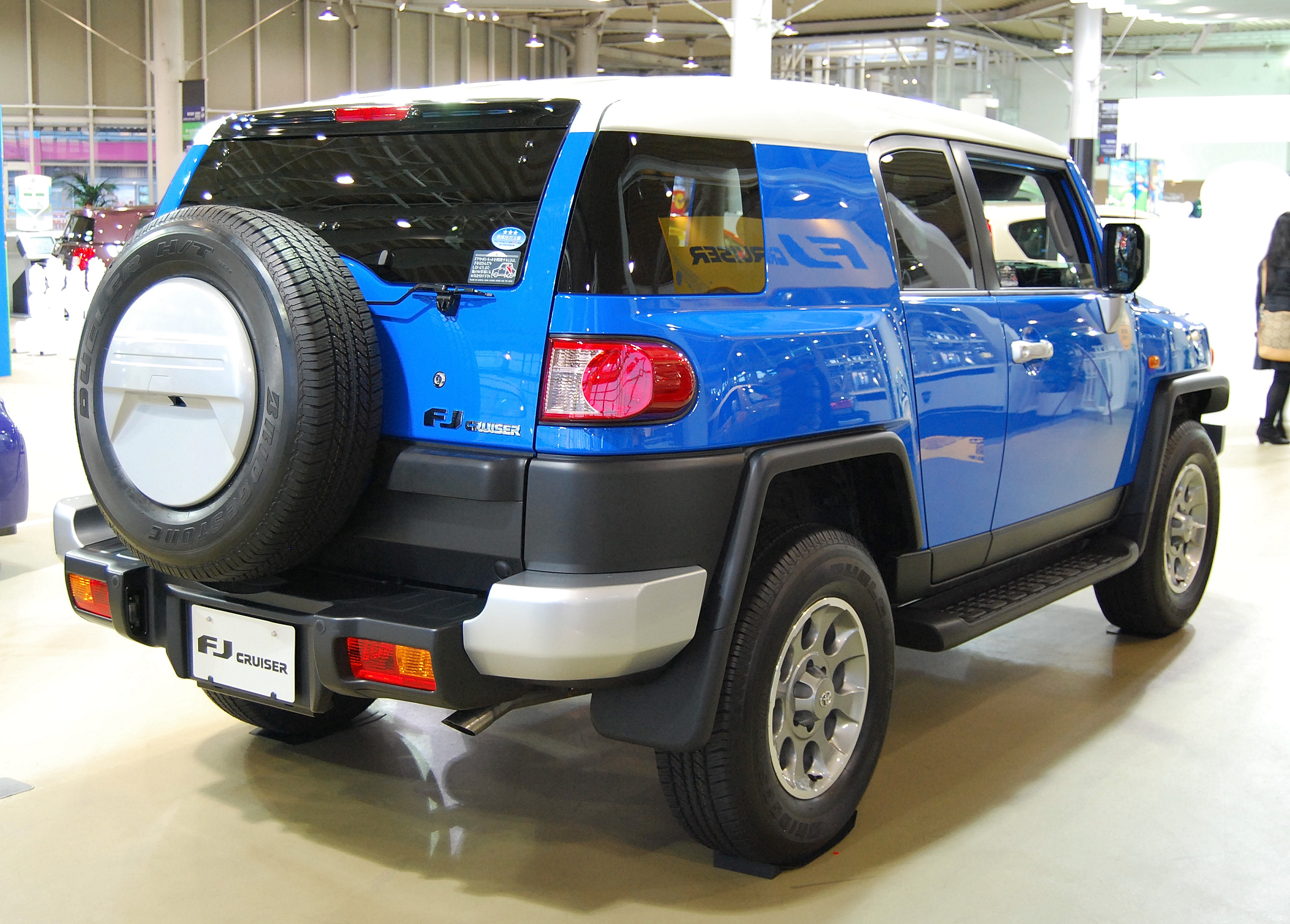
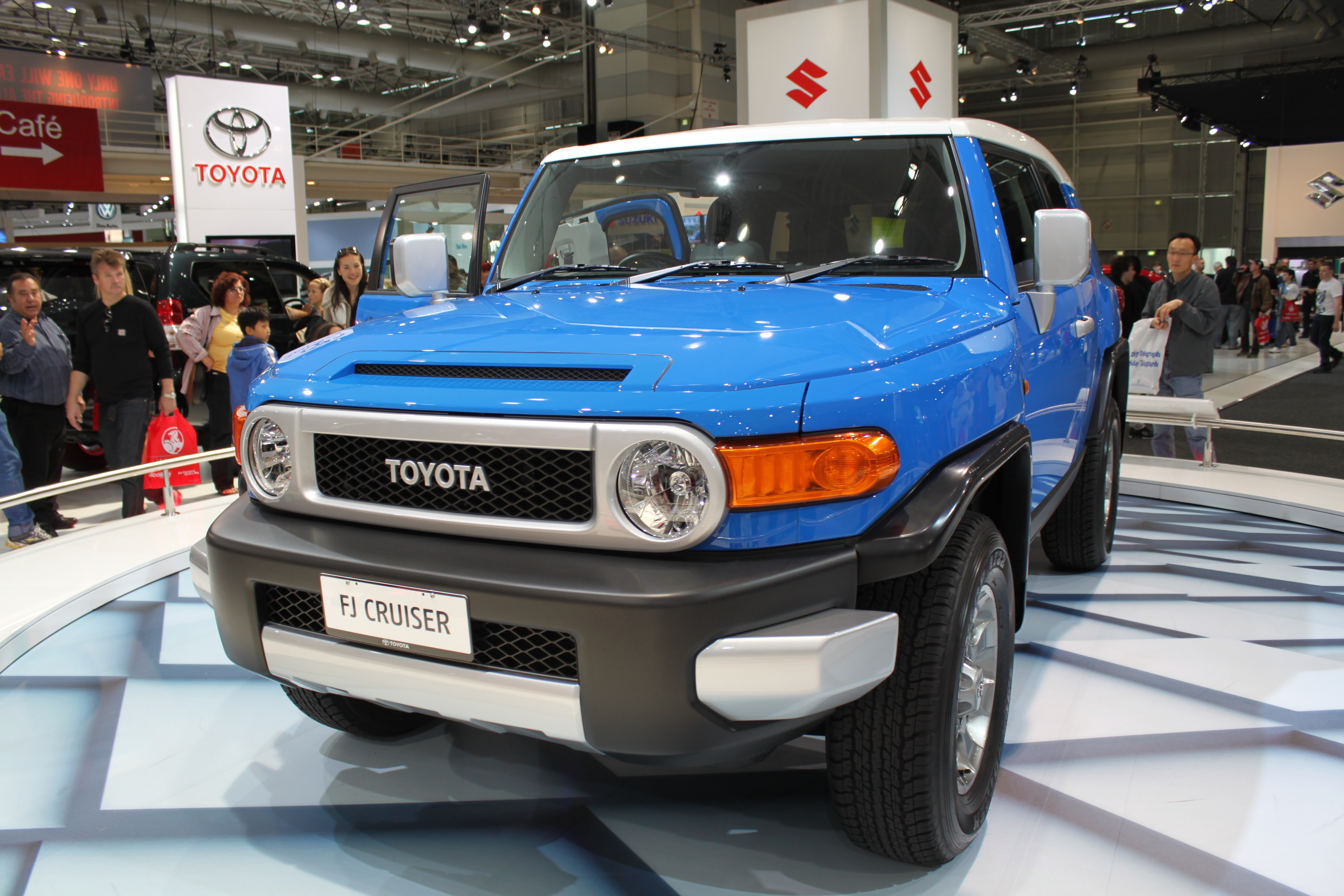
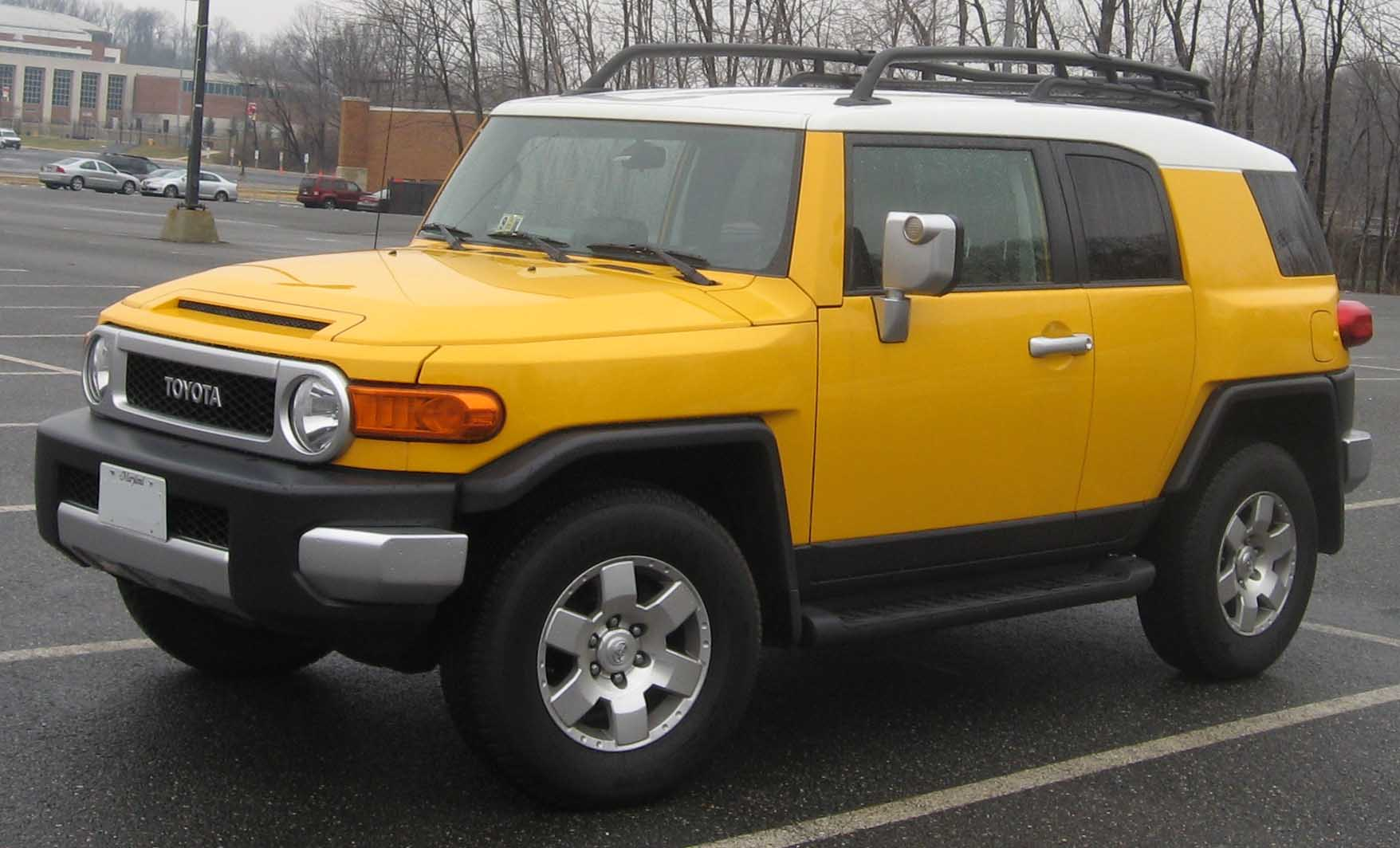
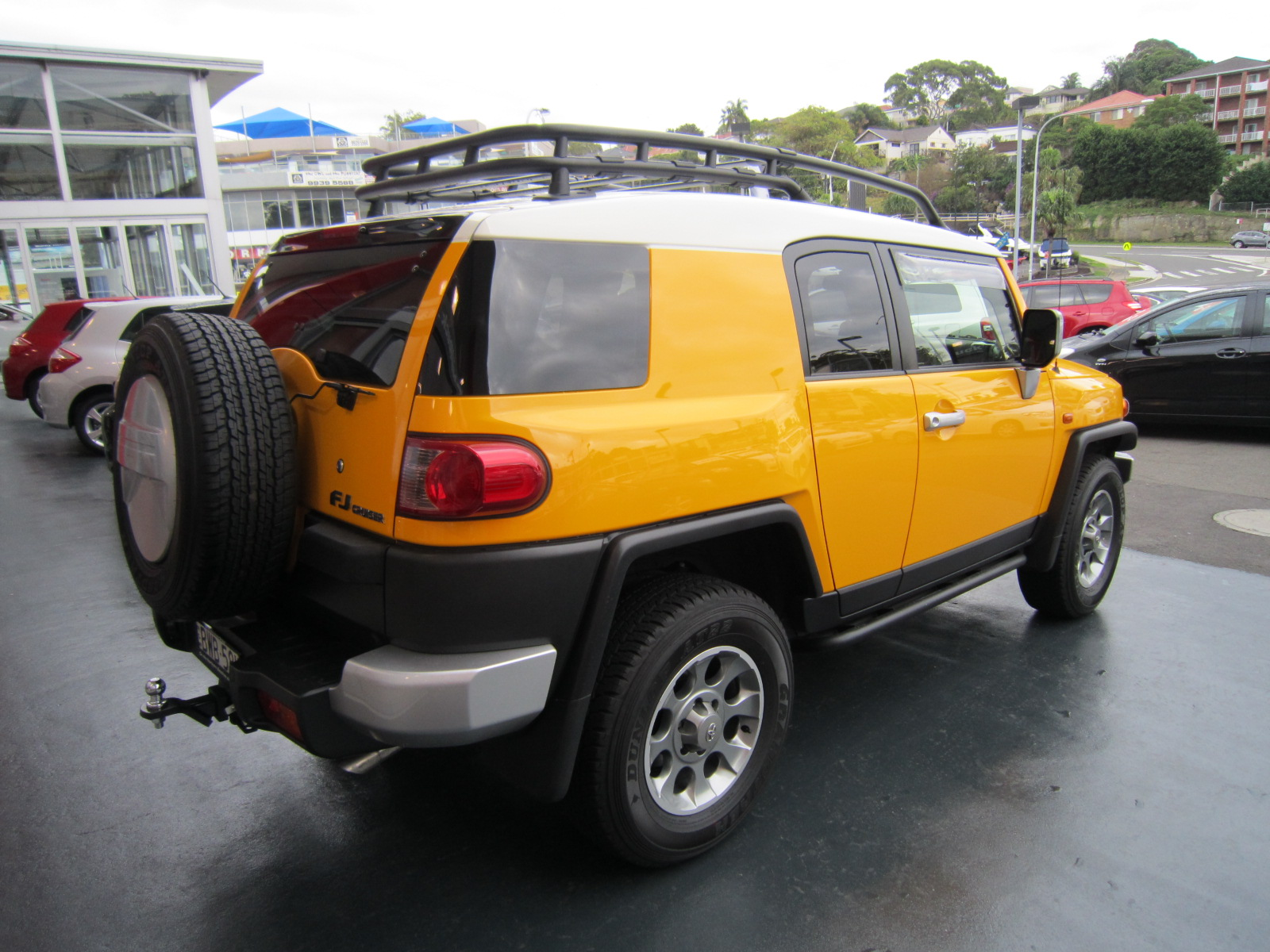
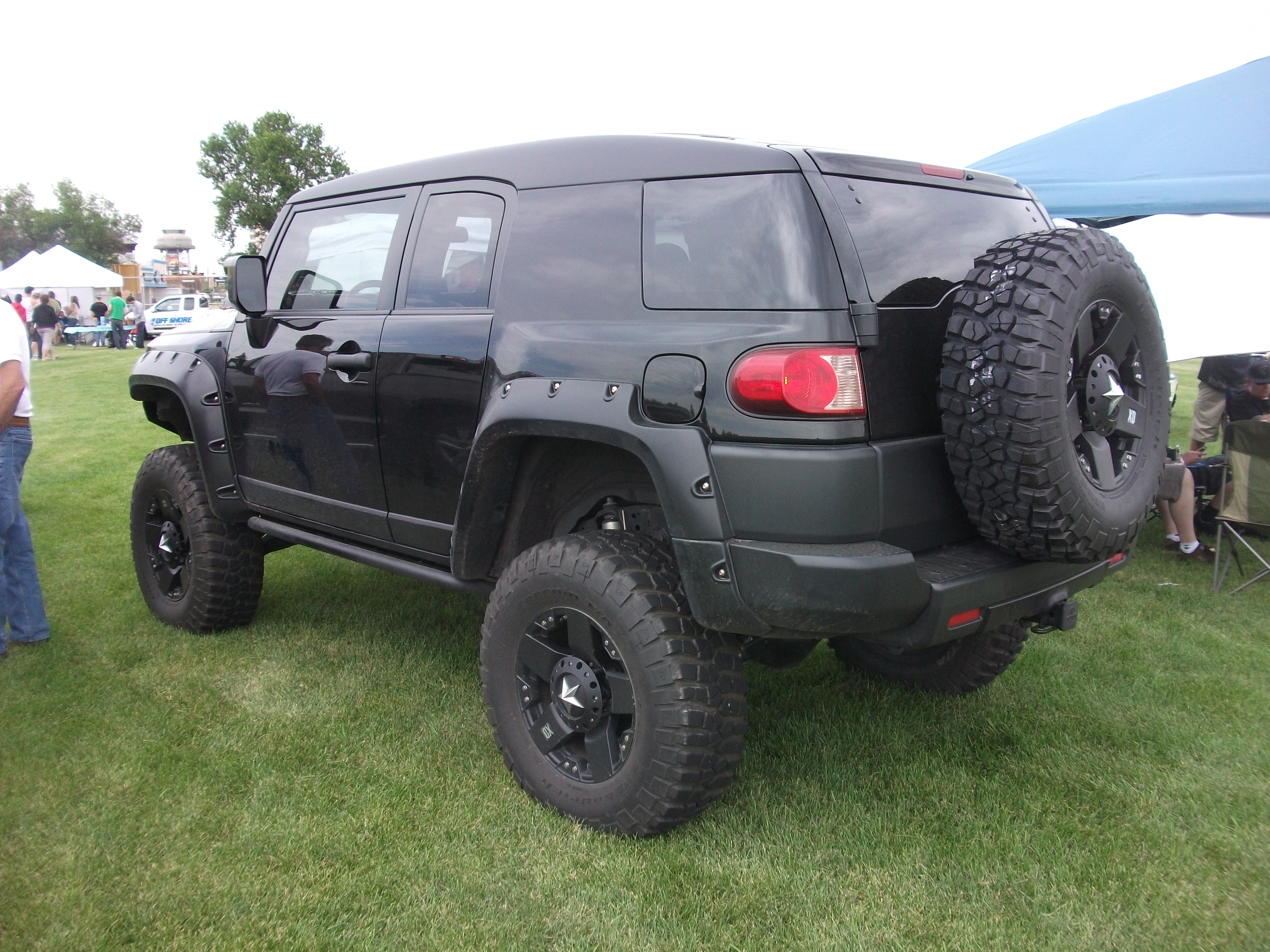
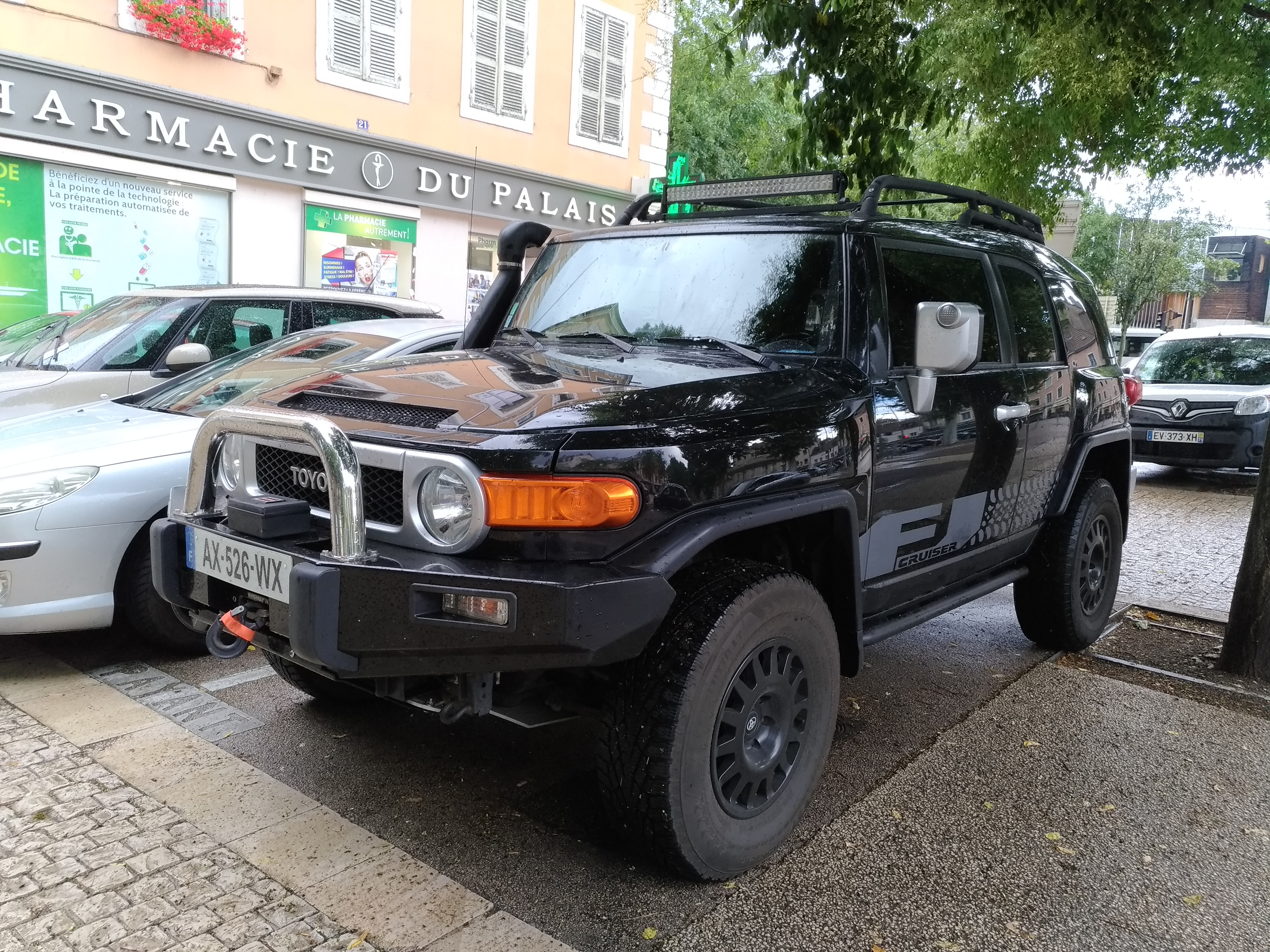
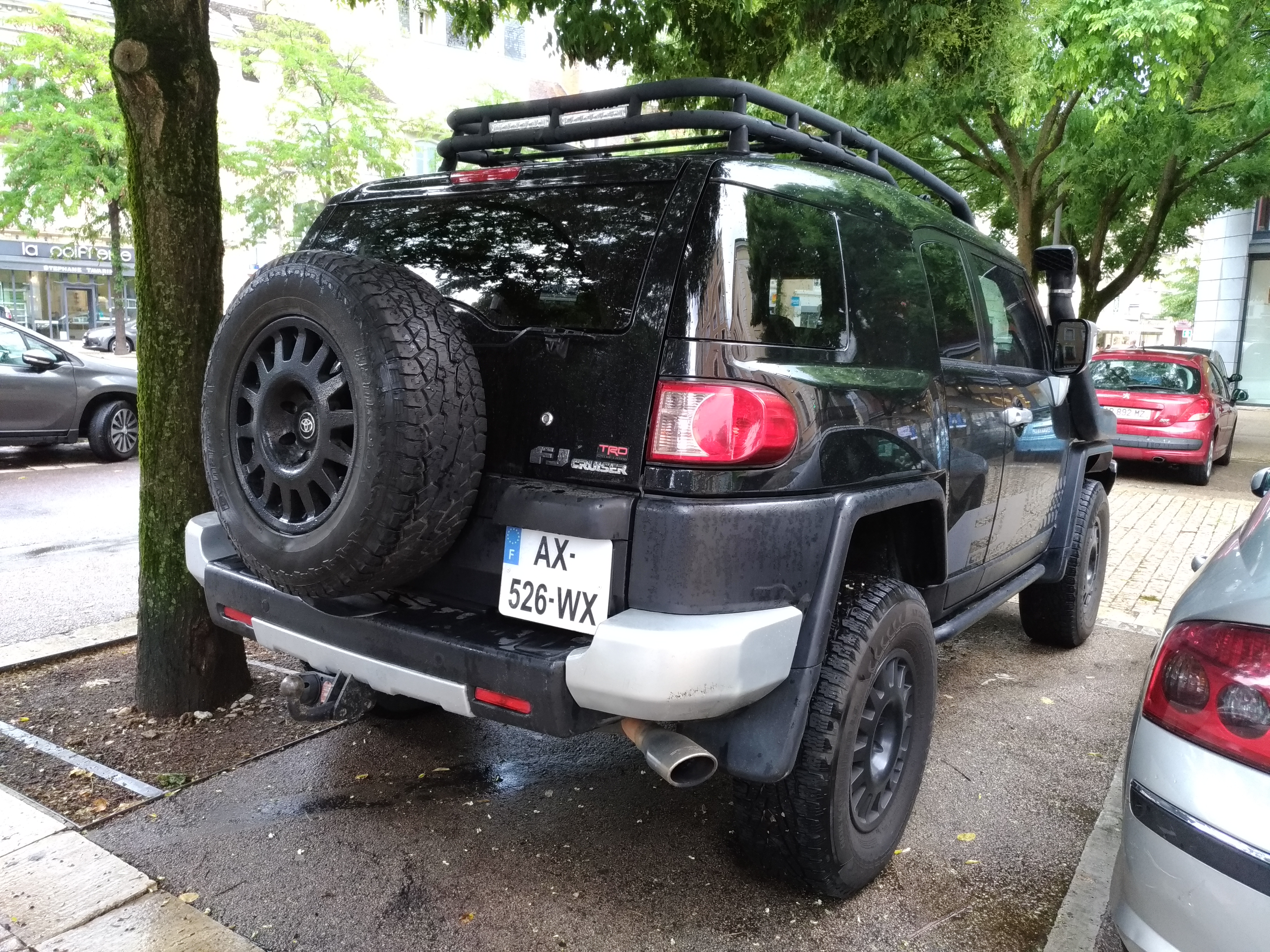
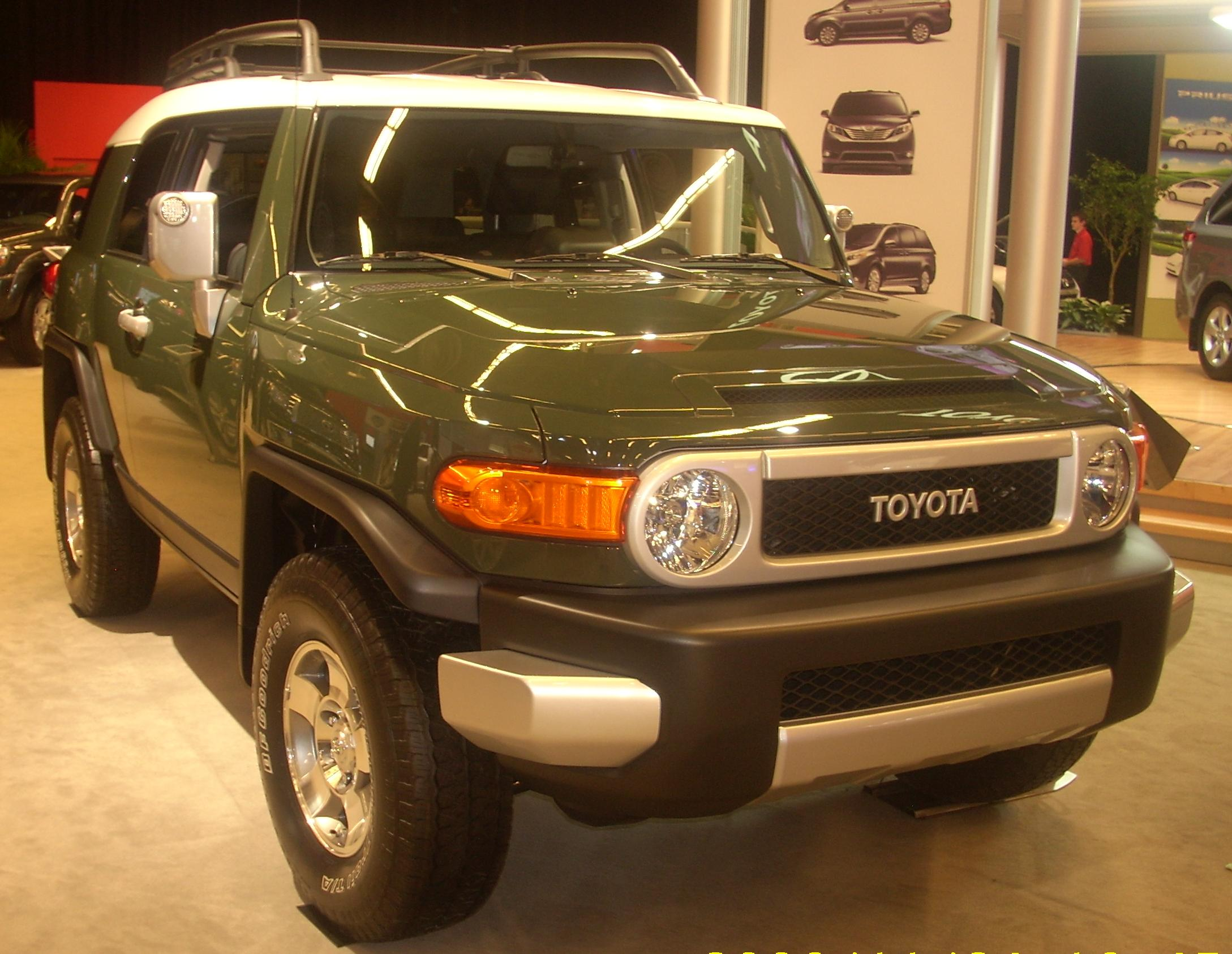

تويوتا إف جي كروزر العالمية

## روابط خارجية
موقع تويوتا إف جي كروزر العالمي